# Jamaica Line

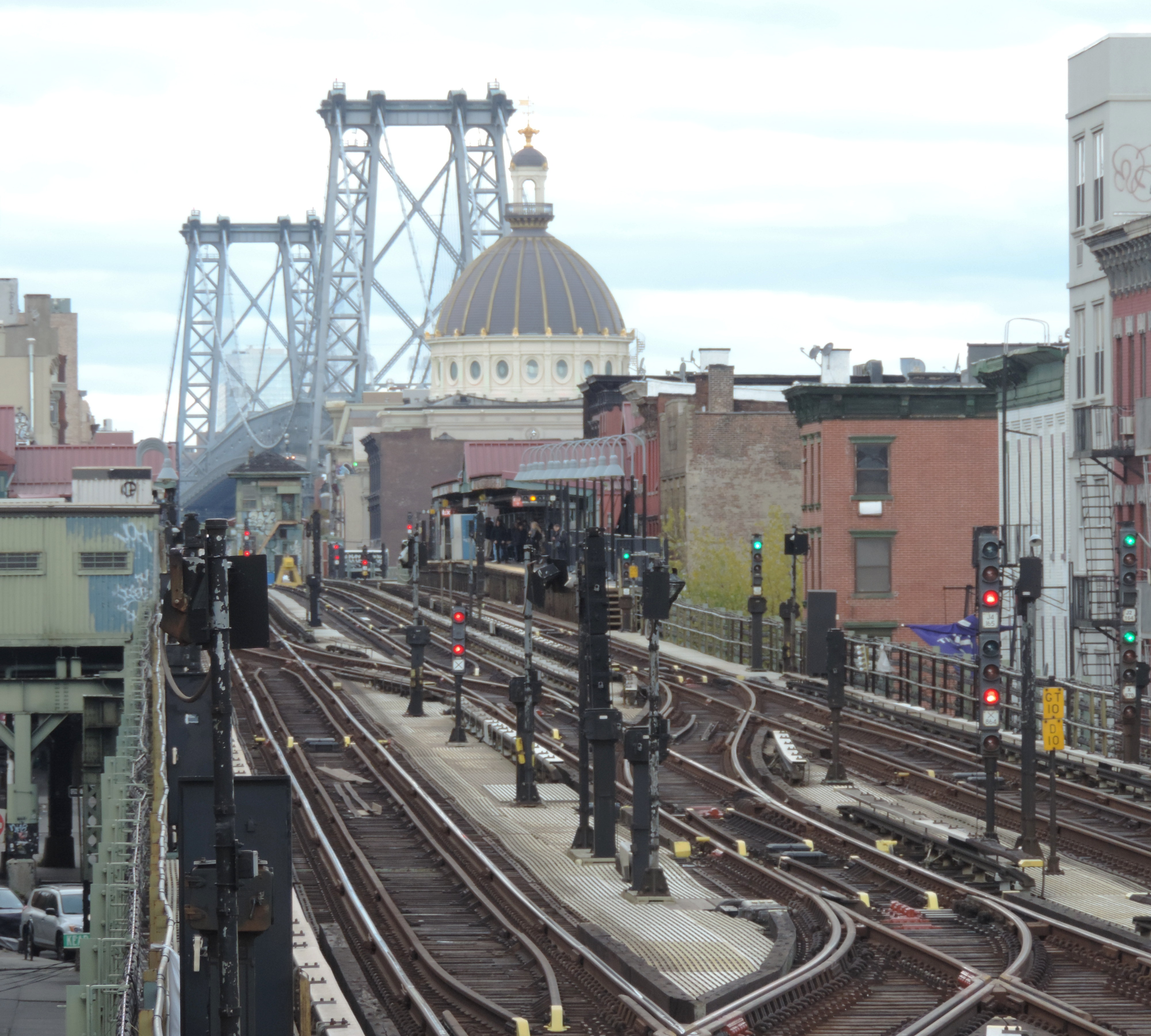
Het viaduct met drie sporen gelegen boven het wegdek van Broadway in Brooklyn neemt bijna de volledige straatbreedte in beslag

De Jamaica Line is een metrolijntraject van de New York City Subway gelegen in de boroughs Brooklyn en Queens van New York. De lijn volgt het traject van Broadway van aan de oever van de East River in het verlengde van de sporen over de Williamsburg Bridge tot in de wijk East New York in Brooklyn, en volgt vandaar de Fulton Street en Jamaica Avenue tot in Queens waar het metrolijntraject aansluit op de Archer Avenue Line.  De J- en Z-trein doorkruisen het hele metrolijntraject, de Z-trein hierbij enkel tijdens de spitsuren als sneldienst en enkel in de richting van het dan geldend spitsverkeer. metrolijn M wijkt af bij de kruising van Broadway en Myrtle Avenue naar de Myrtle Avenue Line en kent daar zijn oostelijke terminus.
De Jamaica Line heeft het langste verhoogd aangelegde traject van de metrolijntrajecten van New York, evenals de oudste nog in gebruik zijnde viaductconstructies, segmenten in 1885 gebouwd voor de Brooklyn Elevated Railroad. De Brooklyn Elevated Railroad ging in 1899 op in de Brooklyn Rapid Transit Company (BRT) welke in 1923 na faillissement werd herstart als de Brooklyn-Manhattan Transit Corporation (BMT).

## Stations
Met het pictogram van een rolstoel zijn de stations aangeduid die ingericht zijn in overeenstemming met de Americans with Disabilities Act van 1990.
| Station                    |  | Dienst | Opmerkingen                                   |
| -------------------------- |  | ------ | --------------------------------------------- |
| 121st Street               |  |        |                                               |
| 111th Street               |  |        |                                               |
| 104th Street               |  |        |                                               |
| Woodhaven Boulevard        |  |        |                                               |
| 85th Street-Forest Parkway |  |        |                                               |
| 75th Street                |  |        |                                               |
| Cypress Hills              |  |        |                                               |
| Crescent Street            |  |        |                                               |
| Norwood Avenue             |  |        |                                               |
| Cleveland Street           |  |        |                                               |
| Van Siclen Avenue          |  |        |                                               |
| Alabama Avenue             |  |        |                                               |
| Broadway Junction          |  |        | Overstap (Fulton Street Line) (Canarsie Line) |
| Chauncey Street            |  |        |                                               |
| Halsey Street              |  |        |                                               |
| Gates Avenue               |  |        |                                               |
| Kosciuszko Street          |  |        |                                               |
| Myrtle Avenue              |  |        |                                               |
| Flushing Avenue            |  |        |                                               |
| Lorimer Street             |  |        |                                               |
| Hewes Street               |  |        |                                               |
| Marcy Avenue               |  |        |                                               |

 ·  ·  ·  ·  ·  ·  ·  ·  · 